# Symphoricarpos occidentalis
Symphoricarpos occidentalis är en kaprifolväxtart som beskrevs av William Jackson Hooker. Symphoricarpos occidentalis ingår i släktet snöbärssläktet, och familjen kaprifolväxter. Inga underarter finns listade i Catalogue of Life.

## Bildgalleri

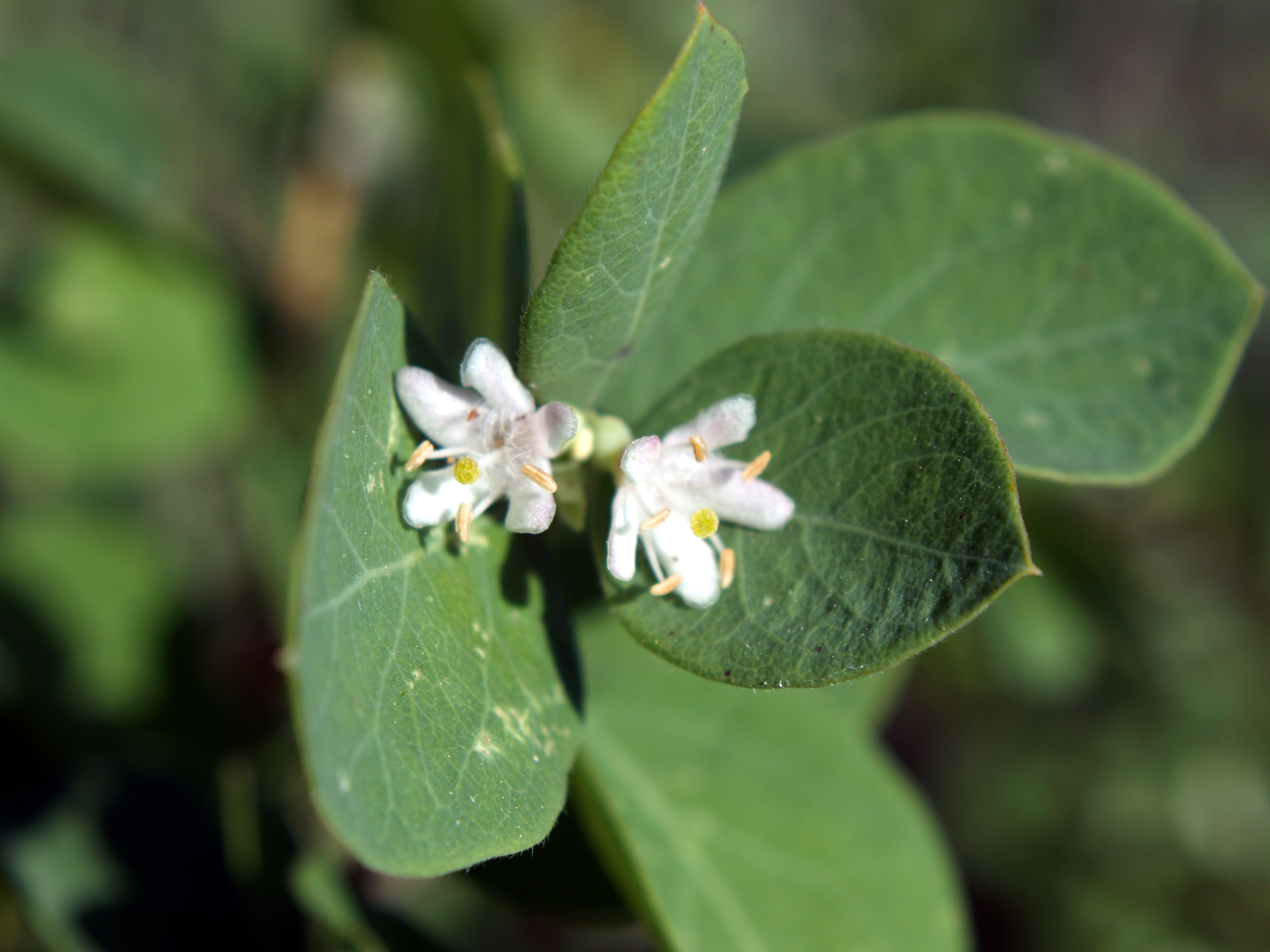